# التفسیر الاثری الجامع
التفسیر الاثری الجامع یکی از آثار محمدهادی معرفت است که به زبان عربی و در موضوع علوم قرآن نگاشته شده‌است. کار تحقیقاتی و نگارش ابتدایی این اثر با همکاری ۱۰ نفری از سال ۱۳۷۹ آغاز گردید و تمام قرآن فیش‌برداری شد؛ اما معرفت تنها موفق شد تا پایان سوره بقره را به قلم خویش بنگارد. این کتاب اکنون در ۶ جلد تهیه شده و پیش‌بینی شده که تا چهل جلد ادامه یابد.
این کتاب، آخرین اثر نویسنده است که یک دائرةالمعارف روایی (شیعه و سنی) در تفسیر قرآن می‌باشد. وی در این کتاب قصد دارد تا روایات تفسیری شیعه و سنی را در بوته نقد برده و با قلمی استوار و منطقی بررسی نماید. مولف در این کتاب با اعتقادات شخصی خود، به بررسی روایات پرداخته و در ذیل هر آیه از قرآن، روایات تفسیری مربوط به آن آیه را بیان داشته است؛ سپس به نقد و بررسی آن روایات پرداخته شده و صحت و سقم، میزان اعتبار، سیاق و معنای روایت و... را به تفصیل توضیح داده‌است. مولف علاوه بر شرح و بسط روایات، به برخی شبهات و سوالات مطروحه نیز پاسخ داده‌است. این کتاب به نوعی نقطه مقابل جامع البیان متعلق به ابوجعفر محمد بن جریر طبری است. طبری کتابش را با رویکرد مبانی کلامی اهل سنت نگارش نموده و معرفت این کتاب را با رویکرد کلامی شیعی نوشته‌است.

## هدف و انگیزه
معرفت هدف از نگارش این تفسیر را فراهم کردن زمینه برای تفسیر صحیح قرآن دانسته‌است. وی در مقدمه کتابش می‌نویسد: «آنچه پیش روی شماست، تلاشی علمی و مطابق با ضوابط و قواعد نقد، برای بازشناسی روایات تفسیری صحیح از ضعیف در پرتو محکمات کتاب و سنت است و از هرگونه تلاشی برای گردآوری روایات و آثار از مهمترین کتاب‌ها و اصول حدیثی و تفسیری مورد اعتماد عموم فرق مسلمانان و چینش و نقد آنها و ارائه آنها با شیوه‌ای منظم، خودداری نکرده‌ام.»

## ادعاهای خاص
معرفت معتقد است که در روایات تفسیری، بررسی محتوایی در درجه اول اهمیت قرار دارد و حدیثی که از محمد یا یکی از امامان شیعه یا حتی فردی از دانشمندان صحابه یا بزرگان تابعین، اگر شناخت ما را نسبت به موضوع و ابهام آیه افزایش دهد یا برطرف نماید، این مطلب گواهی بر صدق و درستی آن حدیث است. البته وی صحابه را تنها کسانی می‌داند که پس از وفات محمد، از اسلام رویگردان نشده و حتی با ولایت علی بن ابی‌طالب همراه بوده‌اند.
وی درباره روایتی که خواص درمانی برای قرآن و تلاوت برخی آیات و سوره‌ها ذکر کرده‌اند معتقد است که این اذکار و اوراد، تنها سبب جلب رحمت الهی و آسان نمودن معالجه و تاثیر بهتر داروست والا این ادعیه و قرائت قرآن، یک عامل مستقل برای معالجه درمان و امراض نمی‌باشند. به نظر معرفت، قداست قرآن دلیلی بر این ادعای اوست.

## وضعیت نشر
کتاب ۶ جلدی است و جلد اول آن شامل مقدمه طولانی و تفسیر سوره حمد است. پنج جلد باقی، شامل تفسیر روایی سوره بقره می‌باشد. کتاب، توسط انتشارات مجمع جهانی تقریب مذاهب اسلامی به سال ۲۰۰۸ میلادی چاپ شده‌است. همچنین این اثر در مؤسسه فرهنگی انتشاراتی التمهید نیز منتشر گردیده‌است.

## نقدها
بر این اثر نقدهایی نوشته شده است.

## جوایز
کتاب التفسیر الاثری الجامع، در بیست و هفتمین دوره جوایز کتاب سال انقلاب اسلامی ایران، به عنوان اثر برگزیده معرفی و از آن تجلیل گردید.